# ソード・ワールド2.0リプレイ with BRAVE
『ソード・ワールド2.0リプレイ with BRAVE』（ソード・ワールド2.0リプレイ ウィズブレイブ）は、グループSNEによるテーブルトークRPG (TRPG) 「ソード・ワールド2.0」のリプレイ集である。ゲームマスター (GM) および執筆は北沢慶、イラストレーターは秋津たいらが勤めている。

## 概要
北沢がGMを行った『聖戦士物語』の続編にあたり、PCも前作と同じ人物が引き続き登場している。
また、今作では2つのパーティを同時に進行させるために、TRPG専門誌『Role&Roll』誌の連載分と文庫書き下ろし作品を織り交ぜながら描く手法を取っている。『R&R』誌ではVol.91より101にかけて「蒼穹のヴァルキリー」のタイトルで掲載された。これはラクシア世界の紀行文も兼ねており、主人公たちに行ってほしい場所や会ってほしい人物の募集を行っていた。最終的に「蒼穹のヴァルキリー」の行程はテラスティア大陸中央部を1周することになった。

## あらすじ
ダグニア地方を襲った戦乱が収まって2年。ロイたちはグラスノ王国で周囲の蛮族を倒しつつ、平穏に暮らしていた。そこへ、ロイに蛮族討伐軍への従軍を命じるセフィリア神聖王国からの召還状が届けられる。ロイとの仲が進展しないことに焦るフィオは、その日の夜に彼を城の塔に誘って告白しようとするが、突如、城の庭に1隻の魔航船が降り立ち、中から1人の少女が現れた。彼女はヘザー・シュトラウプと名乗ると、自分が聖戦士でありロイの許婚であると宣言する。驚愕し、錯乱するフィオを尻目に、出発の準備を整えるロイたちに蛮族らしき人影が現れたという知らせが届く。それは、2年前の戦いで打ち破ったドレイク・レーシィであった。彼女はダノス海の蛮族を支配する魔王ヴォルクライアが部下の裏切りで封印され、蛮族達が全面攻勢に出ようとしていることを知らせてきた。その後に現れた追っ手のリーダー格は奇妙な力に守られて攻撃が通じず、ついにロイが死亡してしまう。
レーシィが持ってきた聖剣〈イラストリアス〉の力でどうにか追っ手を破るが、聖剣には封印が施されており、完全に力を発揮するには大陸各地に存在する封印を解除しなければならなかった。かくて一行は蘇生したロイが率いる戦場に出るグループと、ヘザーが中心となって封印を解除するグループに分かれ、蛮族たちとの戦いに身を投じていく。
ロイはセフィリア神聖王国軍の第3軍に遊撃隊の隊長として組み入れられ、本隊に先駆けて出陣する。蛮族側の擁する大量破壊兵器を次々と無力化した遊撃隊はレーシィの手引きで敵の本拠地イレスデアルに進入するが、2万人を数える人族が蛮族の庇護下で平穏に暮らしている光景を目の当たりにし、単なる力押しで人族を解放すればよいというものではないと知る。一方、ヘザーたちは大陸中に散った〈イラストリアス〉の封印を解放していく中で、かつて亡者の世界を作ろうとして聖戦士に倒された不死王フレーデルが戦いの黒幕であると突き止める。
蛮族をそそのかして復活のよりしろとしたフレーデルは、隕石を無数に降らせる空中要塞を起動して人族軍も蛮族軍も壊滅寸前に追い込むが、合流を果たしたロイとヘザーたちが魔航船で要塞に突入し、聖剣の力で不死王を討ち果たす。そして両軍ともに戦線を維持できなくなったため、なしくずしに戦争は終結する。大陸の危機を救った仲間たちは解散し、いつか本当の平和を実現するためにそれぞれの道を歩み始めた。

## 登場人物

### プレイヤーキャラクター
今作ではパーティは2組に分かれて行動する形態を取っているため、PCの数は過去最高の10人にもなる。さらにゲスト扱いだったクロノアの続演が決まったため、最終決戦では11人が参加した。

#### 遊撃部隊
ロイが率いるセフィリア神聖王国軍の遊撃部隊。シュトラウプ家から餞別代りの動力船「グロリアス号」を与えられており、高い機動力を誇る。
ロイ・ゼノスヴェルト
人間 / 男 / 16歳 【冒険者技能】ファイター、プリースト（ライフォス）、ライダー、ウォーリーダー（3巻上より）
セフィリア神聖王国の聖戦士で王位継承第17位。前作の戦いで「救国の英雄」と呼ばれている。以前より成長したが、相変わらずフィオの気持ちに気づかない鈍感ぶりで、フィオをやきもきさせている。戦闘もやはりイマイチで、最初のセッションで1ゾロを連発して、いきなり死亡してしまう。どうにか生き返ったもののGMからキャンペーンが崩壊するところだったと言われる。弱者を思いやる気持ちは前作よりも強く、蛮族のレーシィを受け入れたり、重要な戦略拠点になり得る海上都市を危険すぎるからという理由であっさり手放している。
イレスデアルでの人族の暮らしぶりを知り、ヴォルクライアと対話したことで、両種族の共存について考えるようになる。戦後はセフィリア救国の英雄として大々的に祭り上げられ辟易するが、狭量な祖国を変えていくには地位も必要として我慢し、雑務に追われている。しかしまた新しい旅に赴くことを望んでいるようだ。
フィオ・グリュッセルト
人間 / 女 / 16歳 【冒険者技能】セージ、プリースト（ティダン）、ソーサラー、コンジャラー（2巻より）
グラスノ王国の第2王女。ロイに好意を持つが2年も一緒に暮らしながら全く進展がなく、しかも今作ではヘザーやレーシィなどの「強敵」が次々と現れてかなり焦っている。このため、新しい女性キャラが登場する度に「オナゴが出た」と言ったり、蛮族への敵対心が前作よりも増しているなど、過激な行動や言動も多い。その蛮族に海に落ちた所を助けられたことで深く苦悩するが、命の恩人を裏切れないと自制して友好的な態度に徹し、レーシィから「成長した」と評された。
平和を求めるロイや彼を愛しつつ身を引いたヘザーの姿を見て、自分自身を見つめ直す必要を感じるようになり、戦後はセフィリアに留まらず祖国グラスノへ帰っていった。
“魔竜の騎士”レーシィ・アローネ
ドレイク / 女 / 25歳 【冒険者技能】コンジャラー、スカウト、ファイター
前作でザカートの部下だったドレイク。ロイに敗北して魔剣を奪われたことでドレイク本来の力を失い、戦士としては見る影もなく弱体化してしまう。それでも唯一の生き残りとしてヴォルクライアの元に戻って戦乱の顛末を報告する。その後、ヴォルクライアの指導でコンジャラーとしての能力を開花させた。そのヴォルクライアが部下の裏切りで封印されたことで、彼を開放させるべくロイたちに助けを求めてきた。弱体化したためか性格は前作よりもおとなしく、口数も少ない。
戦後はロイの助力で解放されたヴォルクライアの下、有力者が全滅したイレスデアルの再建に携わっている。
“沈黙の妖精使い”ガレット
エルフ / 性別不明 / 200歳 【冒険者技能】フェアリーテイマー、セージ、スカウト
今作から登場する新キャラクターの1人。リーゼン地方にあるアルフォート王国の密偵。セフィリア神聖王国からの援軍要請に答える形でやってきた。宰相のクロヴィスから宝物〈妖精の虹玉〉の探索を依頼されているが、表向きは援軍の1人として行動している。
戦いの中でフレーデルに利用されていた〈妖精の虹玉〉を取り戻すが、ガレットには国に持ち帰るつもりがなく、宝物に秘められた力を戦闘に使用して破壊してしまった。任務を果たし終えた後はアルフォートに帰国したが、ロイの補佐をするのも楽しそうと考えているようだ。
セオドア・リタリース
人間 / 男 / 45歳 【冒険者技能】ライダー、エンハンサー、ファイター、セージ、レンジャー
今作から登場する新キャラクターの1人。デュボール王国に5人しかいない竜騎士の1人で、8年前の蛮族討伐戦にも従軍していた経験を持つ。見た目通り豪快な性格だが、騎竜のアーリアグリムを「アーリアたん」と呼んで偏愛している。ただのネタキャラではなく、職業軍人らしい一面も持っている。妻子のいる身だが、息子は出奔して大道芸人をしているそうである。
亡霊海域ではアンデッドと化したかつての部下と対峙するという辛い経験をする。戦争終結後は、ロイにこれからの助力を約束しつつデュボールへと帰っていった。

#### 封印探索隊
ヘザーが率いる聖剣の封印を探索するグループ。魔航船「ドーンスカイバンドII世号」を拠点として行動する。
“戦乙女”ヘザー・シュトラウプ
ナイトメア / 女 / 15歳 【冒険者技能】ファイター、セージ、プリースト（ライフォス）、エンハンサー
バルナッド共和国の豪商シュトラウプ家の三女で聖戦士。ロイの許婚で幼馴染である。ロイのことを強く慕っており、フィオからは激しい敵対心を向けられている。聖戦士らしく正直だが、自身がナイトメアであることに負い目を感じており、その素性が知られることを極端に恐れている。その反動か強固な意思を持っており、相手がドラゴンであっても正面から非を問い質すほどの気迫を見せたこともある。一方でファザコンの気もあり、自分を父親の「コマ」と思い込んでいる一面もあるほか、ナイトメアであることを曝け出しているオルネッラには、コンプレックスに近い反発心を持つ。
フレーデルの墓所での戦いでついにナイトメアとしての異貌をあらわにするが、同族がパーティー内に2人もいたため大事として捉えてもらえなかった。しかしその後もロイには種族を伏せたままであり、戦争が終結してからは彼のことを慕いつつも結婚にこだわる姿勢を捨て、さらなる修行の旅に向かった。
アジュール・ドーンスカイ
リルドラケン / 男 / 118歳 【冒険者技能】ファイター、エンハンサー、レンジャー、マギテック
ヘザーの従者で魔航船「ドーンスカイバンドII世号」のキャプテン。ヘザーのサポートを第一に考えており、彼女の正体がバレそうになると必死になってフォローする。
戦後もヘザーの旅に従いつつ、商人としてユリスカロア謹製の壷を販売する目算を立てている。
イングリッド・エアハルト
人間 / 女 / 21歳 【冒険者技能】ファイター、アルケミスト、スカウト、エンハンサー
ロイに仕える女戦士。相変わらずの無双ぶりだが、第1話のセッションでロイを守りきれなかった自責から彼の元を一旦離れ、さらに特徴であるロングヘアーをバッサリと切り捨てた。ヘザーの無茶にハラハラしたり、レギンからのセクハラに悩まされるなど、今作でも苦労が絶えない。
ルキスラ帝国を訪れた際、ユリウス皇帝から【クラウゼ流一刀覇王剣】の手ほどきを受ける。戦争が終わってからはロイの側近に復帰した。
オルネッラ
ナイトメア / 男 / 28歳 【冒険者技能】マギテック、レンジャー、フェンサー、プリースト（ユリスカロア、3巻上より）
前作で猛威を振るったナイトメアの魔道機術士。ロイたちと別れたあと、バルナッド共和国でルーンフォークの密売組織を壊滅させるが、やり過ぎて大火事を起こしたために懲役290年の刑を受けて収監されていた。そこをシュトラウプ家に30万ガメルで「保釈」され、レギンと共に冒険に出る。ちなみに、組織を壊滅させたのはレギンを助けるためだったらしいが、当のレギンからは冷たく扱われている。
戦勝神ユリスカロアから直々に神官位を授かって以来、篤い信仰に目覚める。戦後は功績を買われて借金を帳消しにされたうえ、正式に整備士としてシュトラウプ家に雇用される。オルネッラは旅の中でユリスカロアを布教するつもりである。
レギン・レイヴ
ルーンフォーク / 女 / 5歳 【冒険者技能】コンジャラー、スカウト、セージ、ミスティック（3巻下より）
オルネッラを「一応」主人としているルーンフォークの少女。前作での一件からオルネッラには相変わらず冷たく、そして女性キャラのお尻に執着している。冒険に出るのもイングリッドに気があるからで、オルネッラのためではないと公言する。
戦後は魔航船修理用の人材として、オルネッラとともにドーンスカイバンドII世号の乗員となる。
クロノア
ナイトメア / 女 / 年齢不詳 【冒険者技能】ソーサラー、フェンサー、セージ
ルーフェリアの大司教バトエルデンの懐刀として活動する謎の少女。その正体は高名な冒険者“ぞんざい勇者団”の一員だったソラであり、過去の罪で国外追放処分を受けているため偽名を用いている。
処分撤回を報酬に祖国の危機を救う鍵となるヘザーたちを呼び込み、そのままフレーデルとの戦いに同行する。最終決戦では【ポリモルフ】の魔法で仇敵フィルゲンに変身するという奇策で活躍する。戦後はフィルゲンの姿のままでイレスデアルを遊び歩いていた。飽きたら帰ると語っていたが、新生八武衆の一員になったとの噂もある。

### セフィリア神聖王国
ボイド・バーソン
第3軍司令官の侯爵。42歳。実はリャナンシーに魅了されており、言われるままにロイの身辺を探ろうとしていたが、それがかえって注意をひきつけてしまいスパイの存在が発覚。表向きは体調不良という形で失脚した。
“鉄姫将軍”アルテア・ヴェーレンドット
第3軍副官の伯爵。25歳。ロイの従姉で、幼いころの彼とは錠前作りで一緒に遊んだ仲。今でも彼を溺愛しており、公の場で「ロイ坊」と呼んだり抱きしめようとしてしまう。
バーソン将軍の失脚に伴い代理として第3軍の指揮権を手にするが、上層部の立てた無謀な作戦に頭を悩ませる。

### ルキスラ帝国
ユリウス・クラウゼ
皇帝。空中戦艦で移動中にヘザーたちと接触し、帝都に沸いて出たボーンナイト討伐を依頼してくる。
ゲイリー
ルーンフォーク。皇帝付きの参謀長で、帝国での地位は5本の指に入る。市井に出るときは付け髭で変装して陽気な紳士を演じるが、名前が同じなのですぐバレた。
ローガン
約3000年前の魔法文明時代に生きた伝説の聖戦士。〈イラストリアス〉の封印を解く旅に出たが、〈聖王の指輪〉を持っていなかったため果たせず、封印のもたらす災いの力でカーストアーマーと化していた。ヘザーによって倒されると、彼女に封印のありかを示す石版を託し、永遠の眠りについた。

### 神へのきざはし
ユークリッド
標高5000メートルの隠れ里であるソベルカ村の少年。ナイトメアで、出生時に母が死んだためターラン村長に育てられた。封印の呪いでイーデルクレイダや村人たちの心が荒み始めたため、自力では戻れないのを承知で下山し、帝都に助けを求めに来た。
ヴァルグリアン
青いドラゴネット。性格はまるでチンピラ。
イーデルクレイダ
赤いレッサードラゴン。ソベルカの守護竜として崇められていたが、呪いの影響で凶暴化する。ヘザーに解放され、ふがいなさについて一喝されたことで人族を見直し、改めてソベルカを守護する盟約を彼女と結んだ。

### フォルトベルク
“戦勝神”ユリスカロア
地上に降りた古代神。力が足りないので少女の姿をしており、怪しげな壷や水を売りさばいて信者を増やそうとしている。だが衰えたとはいえ奇跡を起こすことはでき、神官となったオルネッラに鬼神八武衆の無敵結界を破る金色の羽を授けた。
ザウエル
ユリスカロアとは因縁浅からぬ冒険者。呪いのせいで封印に近づくものに襲い掛かる役目を強いられ、2人の仲間とともに一行を蹴散らすが、他の冒険者の助力を得て再起したヘザーによって解放された。

### ルーフェリア
バトエルデン・エラー
ルーフェリア女神の大司教。国家水没の危機に際し、神託に示された聖戦士を探すためクロノアを派遣する。自らも水門を操っていたアルヴィーンに立ち向かうが、大陸最強クラスの彼をもってしても無敵結界を破れずに苦戦を強いられた。アルヴィーンの撤退後、国を離れられない自分の名代としてクロノアを一行に同道させる。

### レガリア王国
フルメリ・ベルガメント
対蛮族討伐戦に派遣された20人のドワーフ戦士団を率いる女性隊長。ミラボア王国が供出した秘宝〈妖精のクリスタル〉を護送中、封印の呪いの影響で暴走したリビングツリーにてこずっていたところをヘザーたちに救われる。その後、事情を聞かされたフルメリは、自分たちよりも機動力に長けた一行に〈クリスタル〉を託した。
戦士団がダノス海に到着したときは空中要塞から隕石が降り注いでいる有様で、何もできなかった。結局自分たちでは任務を果たせなかったことになるが、渡した〈妖精のクリスタル〉が戦いの役に立ったことを知らされ、満足して帰国の途に着いた。

### イレスデアル

#### 魔王
ヴォルクライア
蛮族領を束ねるノスフェラトゥ。戦闘を好まないため配下からの批判は多いが、それを実力で押さえ込んできた。しかし無敵結界を得た八武衆の反乱に遭い、封印される。
ロイの聖剣によって解放され、一行に八武衆討伐を依頼する。フレーデルが滅んだ後、ロイたちを出迎えて蛮族軍を引かせた。

#### 鬼神八武衆
ザハリアーシュ
ヘカトンケイレス。面倒見のよい性格で、力を失ったレーシィや外れ者扱いのサレイシュを庇護していた。他の八武衆の反乱に当たって、ヴォルクライアへの忠義を尽くして応戦するが致命傷を負う。レーシィに〈イラストリアス〉と〈聖王の指輪〉を託し、彼女を逃がすための時間稼ぎを行って死亡した。
“重撃将”メルソレルダ
スコーピオンジェネラル。レーシィを追ってグラスノに現れた。無敵結界の効果でまるで攻撃を寄せ付けず、ロイの命を奪うものの、呪いを覚悟で〈イラストリアス〉を振るったイングリットに討たれた。
“紅鱗将”リオエン
リザードマンリーダー。マーマンたちを脅して海底要塞を確保する任についていた。蛮族と仲良くしなければならない状況に鬱憤が貯まっていたフィオの魔法に討たれる。
クロイツ・フェアラート
レッサーヴァンパイアとなった元聖戦士。2年前の戦いで一度ロイと対峙しており、そのときに将来の再戦を約束している。
反乱には加担せずヴォルクライアの命を受けて行動しており、亡霊海域を抜けたところでロイの前に現れ、その先の危険を警告する。その後、単身ラグアノフに挑むが魔法装置に使われていた〈妖精の虹玉〉を奪うのが精一杯であり、駆けつけたロイに自らの聖印を託して消滅した。
“魔戦将”ジングワーリ
オーガウォーロード。ヴォルクライアへの寝所へ続く回廊を守る武人肌の男。ロイの聖剣に破れ、主を裏切ったことを自嘲しつつも戦いに生きたことに満足して死亡した。
アルヴィーン・カドレク
ドレイクバイカウント。もともとザールギアスの神官で、フレーデル復活の礎のために八武衆をそそのかして反乱に導いた張本人。竜化すると背から人型の部分が生えた姿になるため、遠目にはドラゴンライダーに見える。
危険の芽を摘もうとして聖剣の封印を破壊して回っていたため、ヘザーたちと何度もニアミスを繰り返した。不死王の墓所で儀式を行いフレーデルの魂を肉体に宿すが、ユリスカロア女神の力で無敵結界を破られ、激しい戦いの末に滅びた。
ラディス・ラグアノフ
八武衆のリーダー格のジェイドバジリスク。フレーデルやアルヴィーンに利用されていると知りつつ、戦いの中で生きるためにヴォルクライアへ反乱する。
空中要塞の決戦ではフレーデルの魂を宿して荒れ狂うが、セオドアに肉体を破壊されて沈黙した。
ケティス
サキュバス。ラグアノフとは男女の仲。最終決戦で彼の支援に徹するが最期は運命をともにした。

#### その他の蛮族および関連人物
ギーン・グレガス
80歳くらいの若いドレイクバロン。短気であまり思慮深くないが、根はいい人らしい。レーシィとは顔なじみだが、名前を「キーン・クレカス」と間違って覚えられていた。
ジャイアントを使役してスルティア島で破壊兵器「ギルツークの光」の建造に当たっていたが、ロイたちに敗れる。それでも生き延び、「次は必ず殺す」と血文字を残して撤退する。
作戦失敗の咎で降格し、イレスデアルの取締官として勤務中のところをロイたちと鉢合わせるが、八武衆反乱の事実を知らされて矛を収め、事態を確かめるために行動をともにする。戦後はイレスデアル復興に携わりながら空位となった八武衆の座を狙っている。
コクラン
ダノス海で暮らすマーマンの王子。ウィークリングなので人間に近い姿をしており、ロイに少し似ている。リザードマンに戦争への参加を強いられる現状から抜け出し、ひいては主戦派部族の王女である恋人のキャルと結ばれるため、海に落ちたフィオを救い、人族との交渉を求める。
ロイたちの活躍でリザードマンが倒され、争点となっていた海底要塞も自爆したため、一族とともに外海へ旅立っていった。
クロード・ノガール、リリト・ポワンカレ
先の討伐戦で命を落とし、亡霊海域をさまようハイレブナントと化したデュボールの準竜騎士。セオドアの元部下である。亡者となったことで性格がゆがんでおり、リリトは生前押し隠していたセオドアへの愛情をあらわにし、クロードはセオドアに嫉妬して殺そうとした。戦いの末にふたりとも妄執から解放され、昇天していった。
サレイシュ
オーガ女性。人族を喰うことができないので同族から見放され、ザハリアーシュに育てられた。反乱後は少女に変身し「イシュー」の偽名で奴隷街に潜伏していたが、レーシィたちの接触を受けて城への侵入の手引きをする。
ケアリー・ベンドリー
イレスデアルの奴隷街で暮らす24歳の人間男性。人族の待遇改善をたびたびヴォルクライアに訴えていた。しかし気骨があるというよりは夢見がちな性格で、現実主義者の恋人エミーにやり込められている。

### 不死王
フレーデル
古代魔法文明時代にテラスティア大陸の東半分を支配していた伝説的な魔法王。当初は善政を敷いていたが、家族を喪ったのを契機に死の神ザールギアスの信徒となり、大陸中に死を撒き散らすようになった。当時の聖戦士に敗れてソルトラ平原の墓所に封じられるが、完全には滅んでおらず復活を画策していた。
アルヴィーンの肉体に憑依して不完全ながらも復活を遂げるがヘザーたちに阻まれ、次にラグアノフを宿主とする。かつての居城の上に築かれたイレスデアルから空中要塞を発進させ、地上への無差別攻撃を行うが、突入してきた一行によってラグアノフの肉体も滅ぼされ、しぶとく残っていた霊体もロイに切り裂かれて消滅した。

## 用語
聖剣〈イラストリアス〉
かつて不死王フレーデルに挑んだ聖戦士に神が授けたという剣。この伝承が真実なら第3世代に相当する祭器となる。フレーデルの最期の悪あがきで剣の力は大陸中に飛び散って封じられ、不死王の目覚めに呼応して呪いを撒き散らす危険な存在と化した。
剣の本体はほとんど力を失った上、“穢れ”を持つものは振るうことができず、そうでなくても正しい資格を持つものでなくては呪いを受けるという無用の長物となった。剣はセフィリア神聖王国で保管されていたが、いつしか国外に流出し、イレスデアルの宝物庫に収められていた。
ヘザーの活躍で往時の力をかなり取り戻したが、アルヴィーンに破壊されて戻らなかった力もある。それでも蛮族やアンデッドには絶大な効果があり、ロイの大きな助けとなった。
〈聖王の指輪〉
〈イラストリアス〉の力の封印を解く鍵。聖戦士ローガンに届けるようにとメッセージが刻まれているが、何らかの理由で果たされず、聖剣とともにイレスデアルで保管されていた。ヘザーが封印解放に用いていたが、最終決戦時に聖剣と組み合わせて使うためロイに渡された。
〈妖精の虹玉〉
妖精を完全に支配できるという伝説の宝物。フレーデルの要塞の魔法装置を起動させるためにその力が利用されていた。
〈妖精のクリスタル〉
何かを捧げ持つ姿勢の妖精をかたどったクリスタル像。“穢れ”を持つものの力を大幅に弱めることができ、〈妖精の虹玉〉と合体することでさらに効果が増す。劇中ではミラボア王国が供出したものとヴォルクライアが保管していたものの2体が登場した。
無敵結界
鬼神八武衆の肉体に生じた光る球体のような器官で、あらゆる攻撃を無効化する特殊な防壁を展開する。聖剣〈イラストリアス〉か、特別な神の介入でなければ破ることはできない。時間の経過に従い周囲の蛮族にも伝播していく。
実は不死王フレーデルに魂を捧げた証であり、結界を宿したものは次第にアンデッド化していく。

## 既刊一覧
- ソード・ワールド2.0リプレイ with BRAVE (1) 聖剣のクルセイド ISBN 978-4-8291-4681-1
- ソード・ワールド2.0リプレイ with BRAVE (2) 戦乙女のオデッセイ ISBN 978-4-8291-4695-8
- ソード・ワールド2.0リプレイ with BRAVE (3) 閃光のトライアンフ 上 ISBN 978-4-8291-4713-9
- ソード・ワールド2.0リプレイ with BRAVE (3) 閃光のトライアンフ 下 ISBN 978-4-8291-4716-0